# Gozo Yoshimasu
Gozo Yoshimasu (Tóquio, 1939) é um escritor japonês.
É autor de Osíris, o Deus da Pedra e vencedor do Prêmio Hanatsubaki Modern Poetry.

## Obras traduzidas para o ingles
- Devil’s Wind: A Thousand Steps or More. Ed./trans. Brenda Barrows, Marilyn Chin, Thomas Fitzsimmons. Oakland University Press, 1980.
- "Osiris: The God of Stone". Tradutor Hiroaki Sato. St. Andrew's Press, 1989.